# Diskový plod

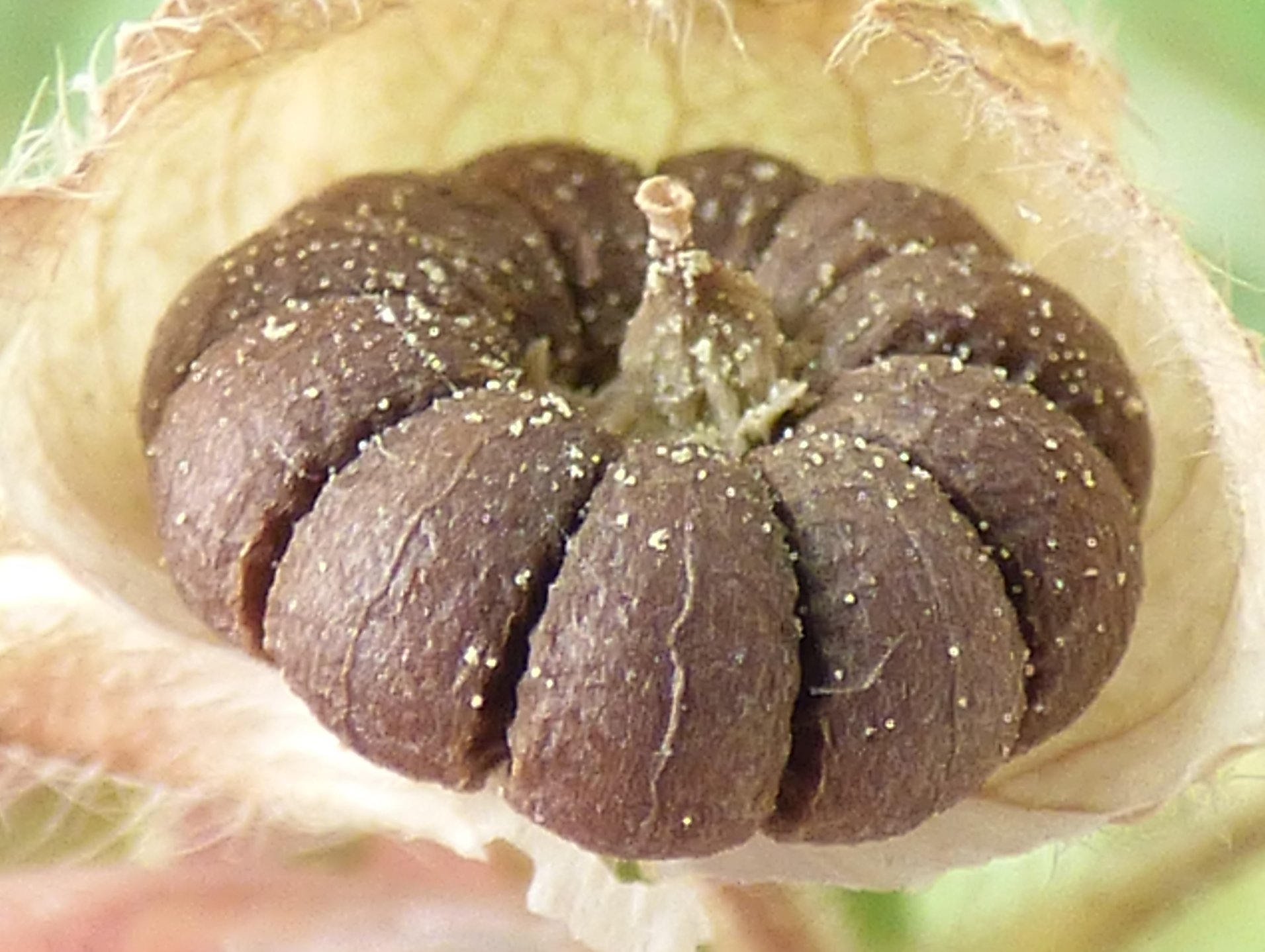
Malva multiflora

Diskový plod je typ poltivého plodu. Je tvořen více plodolisty. Nejčastěji se vyskytuje u rostlin čeledi slézovitých (Malvaceae).